# Vanguard (raket)
De Vanguardraket was bedoeld als de eerste draagraket die de Verenigde Staten zouden gebruiken om een satelliet in een baan om de aarde te brengen. In plaats daarvan bracht de Spoetnik-crisis, veroorzaakt door de verrassingslancering van Spoetnik 1, de V.S. ertoe om na de mislukking van Vanguard TV3 snel de Explorer 1 satelliet in een baan om de aarde te brengen met behulp van een Juno I raket, waardoor Vanguard 1 de tweede succesvolle Amerikaanse lancering in een baan om de aarde werd.
Vanguard raketten werden gebruikt door Project Vanguard van 1957 tot 1959. Van de elf Vanguard-raketten die het project probeerde te lanceren, brachten er drie met succes satellieten in een baan om de aarde. Vanguard-raketten waren een belangrijk onderdeel van de ruimtewedloop tussen de Verenigde Staten en de Sovjet-Unie.

## Overzicht
In 1955 kondigden de Verenigde Staten plannen aan om een wetenschappelijke satelliet in een baan om de aarde te brengen voor het Internationaal Geofysisch Jaar (IGY) in 1957-1958. Het doel was om de satelliet te volgen terwijl deze experimenten uitvoerde. Op dat moment waren er drie kandidaten voor de draagraket: De SM-65 Atlas van de luchtmacht, een afgeleide van de SSM-A-14 Redstone van de Ballistic Missile Agency van het leger, en een voorstel van de marine voor een drietrapsraket op basis van de RTV-N-12a Viking sondeerraket.
De RAND Corporation, de luchtmacht en de CIA streefden al lang naar het idee van een verkenningssatelliet. Zo'n programma was in de maak, Wapensysteem 117L, dat geheim gecompartimenteerd was. Een probleem bij verkenning was de vraag naar de legaliteit: Was er "vrijheid van ruimte" of eindigde het luchtruim van een natie wanneer de ruimte werd betreden? De Nationale Veiligheidsraad steunde de IGY satelliet omdat het een goede dekmantel zou zijn voor WS117L en een precedent zou scheppen van vrijheid van ruimte vreedzame civiele satelliet. Tegelijkertijd benadrukte de NSC dat de IGY-satelliet niet mocht interfereren met militaire programma's. Het op Redstone gebaseerde voorstel van het leger zou waarschijnlijk het eerste zijn dat klaar was voor een satellietlancering. De connectie met de in Duitsland geboren wetenschapper Wernher von Braun was echter een risico. In ieder geval waren de Atlas en Redstone ballistische raketten militaire projecten van de hoogste prioriteit, die niet mochten worden gehinderd door het nastreven van een secundaire ruimtelanceermissie. Milton Rosen's Vanguard was een project van het Naval Research Laboratory (NRL), dat meer als een wetenschappelijke dan als een militaire organisatie werd beschouwd. Rosen en Richard Porter (IGY satelliet chef en hoofd van de American Rocket Society) lobbyden beiden voor de Vanguard en tegen het gebruik van de Atlas of Von Braun's raketten. Zij benadrukten de niet-militaire doelen van het satelliet programma. Naast het publieke aspect werd een niet-militaire satelliet belangrijk geacht, omdat een discussie over het al dan niet legaal zijn van overvluchten van vreemde landen door satellieten moest worden vermeden.
In augustus of september 1955 koos het DOD Committee on Special Capabilities het NRL voorstel, Vanguard genaamd, voor het IGY project. Het bedrijf Martin, dat ook de Viking had gebouwd, werd hoofdaannemer voor de draagraket. De Vanguard raket was ontworpen als een drietrapsvoertuig. De eerste trap was uitgerust met een General Electric X-405 vloeibare motor (door de marine XLR50-GE-2 genoemd), afgeleid van de motor van de RTV-N-12a Viking. De tweede trap werd voortgestuwd door de Aerojet General AJ10-37 (XLR52-AJ-2) vloeibarebrandstofmotor, een variant van de motor van de RTV-N-10 Aerobee. De derde trap ten slotte was een raketmotor met vaste brandstof. Alle drietraps Vanguardvluchten, behalve de laatste, gebruikten een motor gebouwd door de Grand Central Rocket Company. Vanguard had geen vinnen, en de eerste en tweede trap werden bestuurd door gebalanceerde motoren. De tweede trap bevatte het telemetriesysteem van het voertuig, het traagheidsgeleidingssysteem en de automatische piloot. De derde trap was rotatie-gestabiliseerd, waarbij de rotatie voor de afstoting door een draaischijf op de tweede trap werd overgebracht.
De tweede trap van de Vanguard diende decennia lang als de Able en Delta tweede trap voor satelliet lanceervoertuigen. De AJ10 motor die die trappen voortstuwde werd aangepast tot de AJ10-137, die werd gebruikt als de motor van de Apollo Service Module. De AJ10-190, aangepast van het Apollo ruimtevaartuig werd gebruikt in de Space Shuttle voor orbitale manoeuvres. De AJ10-160 (aangepaste voormalige Spaceshuttlemotoren) zal worden gebruikt in NASA's Orion ruimtevaartuig.

## Lancering

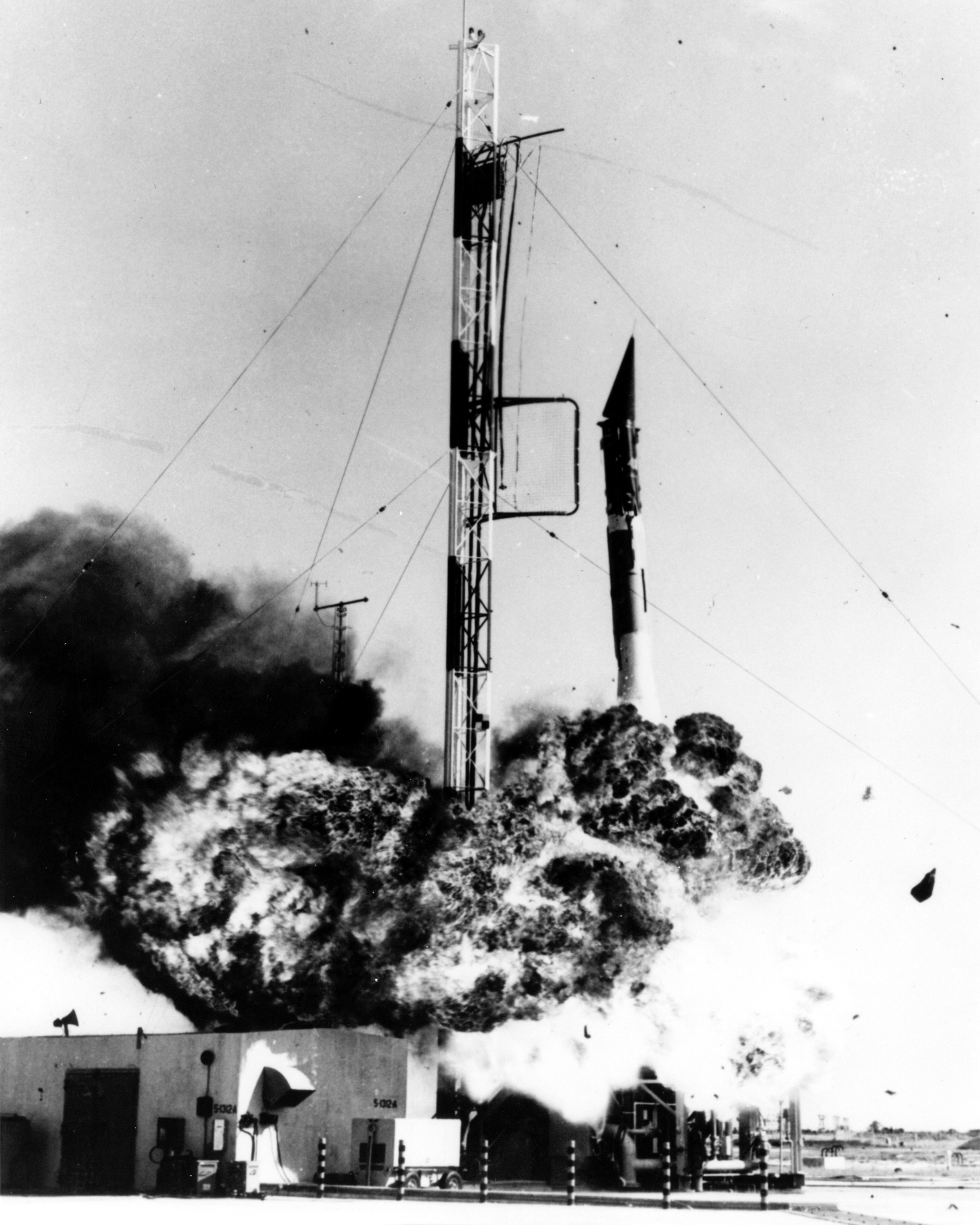
De exploderende Vanguard.

De eerste twee vluchten van het Vanguard programma, Vanguard TV-0 en Vanguard TV-1 genaamd, waren eigenlijk de laatste twee overgebleven gewijzigde RTV-N-12a Viking raketten. Vanguard TV-0, gelanceerd op 8 december 1956, testte voornamelijk nieuwe telemetrie systemen, terwijl Vanguard TV-1 op 1 mei 1957, een tweetraps voertuig was dat scheiding en ontsteking van de vaste brandstof bovenste trap van Vanguard testte. Vanguard TV-2, gelanceerd op 23 oktober 1957, na verschillende mislukte pogingen, was de eerste Vanguardraket gelanceerd. De tweede en derde trap waren inert, maar de vlucht testte met succes het afwerpen van de eerste/tweede trap en de opwending van de derde trap. Tegen die tijd had de Sovjet-Unie echter al de Spoetnik 1 satelliet in een baan om de aarde gebracht, en dus was project Vanguard min of meer gedwongen om zo snel mogelijk een eigen satelliet te lanceren. Daarom werd een zeer kleine experimentele satelliet (door Nikita Chroesjtsjov spottend de "grapefruit" genoemd, en met een gewicht van slechts 1,5 kilogram) toegevoegd aan Vanguard TV-3, die de eerste test van een all-up Vanguard raket zou worden. Hoewel het NRL en Glenn L. Martin Company probeerden te benadrukken dat de Vanguard TV-3 missie een pure testvlucht was (en één met verschillende "primeurs"), zag iedereen het als de eerste satellietlancering van de Westerse wereld, aangekondigd als "Amerika's antwoord op de Spoetnik". Wernher von Braun zei boos over de lancering van de Spoetnik: "We wisten dat ze het zouden doen. Vanguard zal het nooit halen. We hebben de hardware op de plank liggen. We kunnen in 60 dagen een satelliet opzetten".
Op 6 december 1957 lanceerde de US Navy de Vanguard TV-3 raket, met aan boord een 1,5 kilogram (3,3 lb) satelliet, vanaf Lanceercomplex 18A van Cape Canaveral. Het bereikte slechts een hoogte van 1,2 meter voordat het viel en explodeerde. De satelliet werd uit de raket geschoten, landde in de struiken nabij het platform en begon signalen uit te zenden, waardoor de New York Journal-American columniste Dorothy Kilgallen opmerkte: "Waarom gaat niemand erheen, vindt hem en schiet hem neer?" De Amerikaanse pers noemde het Kaputnik.
Onderzoek naar het ongeval wees uit dat onvoldoende druk in de brandstoftank ervoor had gezorgd dat hete uitlaatgassen in de injectorkop terecht waren gekomen en deze hadden vernield, waardoor de stuwkracht van de motor volledig was weggevallen. Na het falen van Vanguard TV-3 werd het reservevoertuig, Vanguard TV-3BU (BU=BackUp), klaargemaakt voor een nieuwe poging. Bemanning van het platform haastte zich om de schade aan LC-18A van Vanguard TV-3's explosie te herstellen, en in de derde week van januari 1958 was de klus geklaard. Vanguard TV-3BU werd op het lanceerplatform opgesteld, maar voortdurende vertragingen vertraagden de lanceerpoging. Hevige regenval veroorzaakte kortsluiting in sommige elektrische kabels op de grond, waardoor deze vervangen moesten worden. De tweede trap had ook een aantal weken met een volle lading salpeterzuur op het platform gestaan, waardoor de brandstoftank en de kleppen gecorrodeerd waren. Hij moest worden verwijderd en vervangen door een andere trap. Uiteindelijk kon de lancering beginnen in de nacht van 5 februari 1958. De Vanguard steeg soepel de lucht in en presteerde goed tot 57 seconden na de lancering, toen de motor een hoek van bijna 40° maakte. De magere tweede trap brak vier seconden later doormidden van aerodynamische druk, waardoor de Vanguard kantelde voordat de veiligheidsofficier het vernietigingscommando verstuurde. De oorzaak van het falen werd toegeschreven aan een vals geleidingssignaal waardoor de eerste trap onbedoelde kantelmanoeuvres uitvoerde. Het geleidingssysteem werd aangepast om meer redundantie te hebben, en er werden pogingen ondernomen om de kwaliteitscontrole te verbeteren. Op 17 maart 1958 slaagde Vanguard TV-4 er eindelijk in om de Vanguard 1 satelliet in een baan om de aarde te brengen. Tegen die tijd had de Juno (Jupiter-C) van het leger echter al de eerste satelliet van de Verenigde Staten gelanceerd, Explorer 1. De Vanguard TV-4 raket had de satelliet Vanguard 1 in een relatief hoge baan van (3.966 bij 653 kilometer gebracht. Vanguard 1 en zijn derde trap blijven in een baan om de aarde als de oudste door de mens gemaakte artefacten in de ruimte. De volgende vier vluchten, TV-5 en SLV (Satellite Launch Vehicle) Vanguard SLV-1, Vanguard SLV-2 en Vanguard SLV-3 mislukten allemaal, maar op 17 februari 1959 lanceerde Vanguard SLV-4 Vanguard 2, met een gewicht van 10,8 kilogram (24 lb), in een baan om de aarde. De SLV's waren de "productie" Vanguard raketten. Vanguard SLV-5 en Vanguard SLV-6 mislukten ook, maar de laatste vlucht op 18 september 1959 bracht de 24 kilogram wegende Vanguard 3 satelliet met succes in een baan om de aarde. Die laatste missie werd Vanguard TV-4BU genoemd, omdat het gebruik maakte van een overgebleven testvoertuig, dat was opgewaardeerd met een nieuwe derde trap, de Allegany Ballistics Laboratory X-248A2 Altair. Deze krachtigere motor maakte de lancering van de zwaardere lading mogelijk. De combinatie van de AJ10 vloeibare motor en de X-248 vaste motor werd ook gebruikt, onder de naam Able, als een bovenste trap combinatie voor Thor en Atlas ruimte lanceervoertuigen.

## Lanceringen
Vanguard lanceerde 3 satellieten uit 11 lanceringspogingen:
- Vanguard TV3 - 6 december 1957 - 1,36 kg satelliet kwam niet in een baan om de aarde
- Vanguard TV3 Backup - 5 februari 1958 - 1,36 kg satelliet kwam niet in een baan om de aarde
- Vanguard 1 (Vanguard TV4) - 17 maart 1958 - 1,47 kg satelliet, succesvol
- Vanguard TV5 - 28 april 1958 - 10,0 kg satelliet kwam niet in een baan om de aarde.
- Vanguard SLV-1 - 27 mei 1958 - 10,0 kg satelliet kwam niet in een baan om de aarde.
- Vanguard SLV-2 - 26 juni 1958 - 10,0 kg satelliet kwam niet in een baan om de aarde.
- Vanguard SLV-3 - 26 september 1958 - 10,0 kg satelliet kwam niet in een baan om de aarde.
- Vanguard 2 (Vanguard SLV-4) - 17 februari 1959 - 9,8 kilo satelliet, succesvol
- Vanguard SLV-5 - 13 april 1959 - 10,3 kg satelliet kwam niet in een baan om de aarde.
- Vanguard SLV-6 - 22 juni 1959 - 10,3 kg satelliet kwam niet in een baan om de aarde.
- Vanguard 3 (Vanguard TV4-BU, ook Vanguard SLV-7) - 18 september 1959 - 22,7 kg satelliet, succesvol